# Amilly (Eure i Loir)
Amilly és un municipi francès, situat al departament de l'Eure i Loir i a la regió de Centre – Vall del Loira. L'any 2007 tenia 1.898 habitants.

## Demografia

### Població
El 2007 la població de fet d'Amilly era de 1.898 persones. Hi havia 732 famílies, de les quals 116 eren unipersonals (60 homes vivint sols i 56 dones vivint soles), 310 parelles sense fills, 262 parelles amb fills i 44 famílies monoparentals amb fills.
La població ha evolucionat segons el següent gràfic:
Habitants censats

### Habitatges
El 2007 hi havia 767 habitatges, 743 eren l'habitatge principal de la família, 5 eren segones residències i 19 estaven desocupats. 759 eren cases i 7 eren apartaments. Dels 743 habitatges principals, 661 estaven ocupats pels seus propietaris, 76 estaven llogats i ocupats pels llogaters i 6 estaven cedits a títol gratuït; 2 tenien una cambra, 9 en tenien dues, 71 en tenien tres, 217 en tenien quatre i 443 en tenien cinc o més. 644 habitatges disposaven pel capbaix d'una plaça de pàrquing. A 271 habitatges hi havia un automòbil i a 420 n'hi havia dos o més.

### Piràmide de població
La piràmide de població per edats i sexe el 2009 era:
| Homes | Edats   | Dones |
| ----- | ------- | ----- |
| 0     | 95 o +  | 0     |
| 0     | 90 a 94 | 0     |
| 8     | 85 a 89 | 0     |
| 8     | 80 a 84 | 16    |
| 16    | 75 a 79 | 20    |
| 4     | 70 a 74 | 16    |
| 40    | 65 a 69 | 52    |
| 60    | 60 a 64 | 24    |
| 64    | 55 a 59 | 64    |
| 104   | 50 a 54 | 104   |
| 132   | 45 a 49 | 124   |
| 88    | 40 a 44 | 112   |
| 64    | 35 a 39 | 64    |
| 28    | 30 a 34 | 52    |
| 32    | 25 a 29 | 36    |
| 48    | 20 a 24 | 36    |
| 96    | 15 a 19 | 84    |
| 84    | 10 a 14 | 80    |
| 68    | 5 a 9   | 72    |
| 24    | 0 a 4   | 28    |

## Economia
El 2007 la població en edat de treballar era de 1.288 persones, 929 eren actives i 359 eren inactives. De les 929 persones actives 866 estaven ocupades (436 homes i 430 dones) i 63 estaven aturades (28 homes i 35 dones). De les 359 persones inactives 206 estaven jubilades, 87 estaven estudiant i 66 estaven classificades com a «altres inactius».

### Ingressos
El 2009 a Amilly hi havia 733 unitats fiscals que integraven 1.953 persones, la mediana anual d'ingressos fiscals per persona era de 21.388 €.

### Activitats econòmiques
Dels 55 establiments que hi havia el 2007, 1 era d'una empresa alimentària, 12 d'empreses de construcció, 17 d'empreses de comerç i reparació d'automòbils, 4 d'empreses de transport, 2 d'empreses d'hostatgeria i restauració, 3 d'empreses d'informació i comunicació, 1 d'una empresa financera, 1 d'una empresa immobiliària, 5 d'empreses de serveis, 5 d'entitats de l'administració pública i 4 d'empreses classificades com a «altres activitats de serveis».
Dels 19 establiments de servei als particulars que hi havia el 2009, 1 era una oficina bancària, 2 tallers de reparació d'automòbils i de material agrícola, 2 paletes, 5 guixaires pintors, 2 fusteries, 1 lampisteria, 2 electricistes, 2 perruqueries i 2 restaurants.
Dels 6 establiments comercials que hi havia el 2009, 1 era una botiga de més de 120 m², 1 una botiga de menys de 120 m², 1 una fleca, 1 una peixateria, 1 una botiga de roba i 1 una botiga de material de revestiment de parets i terra.
L'any 2000 a Amilly hi havia 17 explotacions agrícoles que ocupaven un total de 1.380 hectàrees.

## Equipaments sanitaris i escolars
L'únic equipament sanitari que hi havia el 2009 era una farmàcia.
El 2009 hi havia 1 escola maternal integrada dins d'un grup escolar amb les comunes properes formant una escola dispersa i 1 escola elemental integrada dins d'un grup escolar amb les comunes properes formant una escola dispersa.

## Poblacions més properes
El següent diagrama mostra les poblacions més properes.